# Tenerina

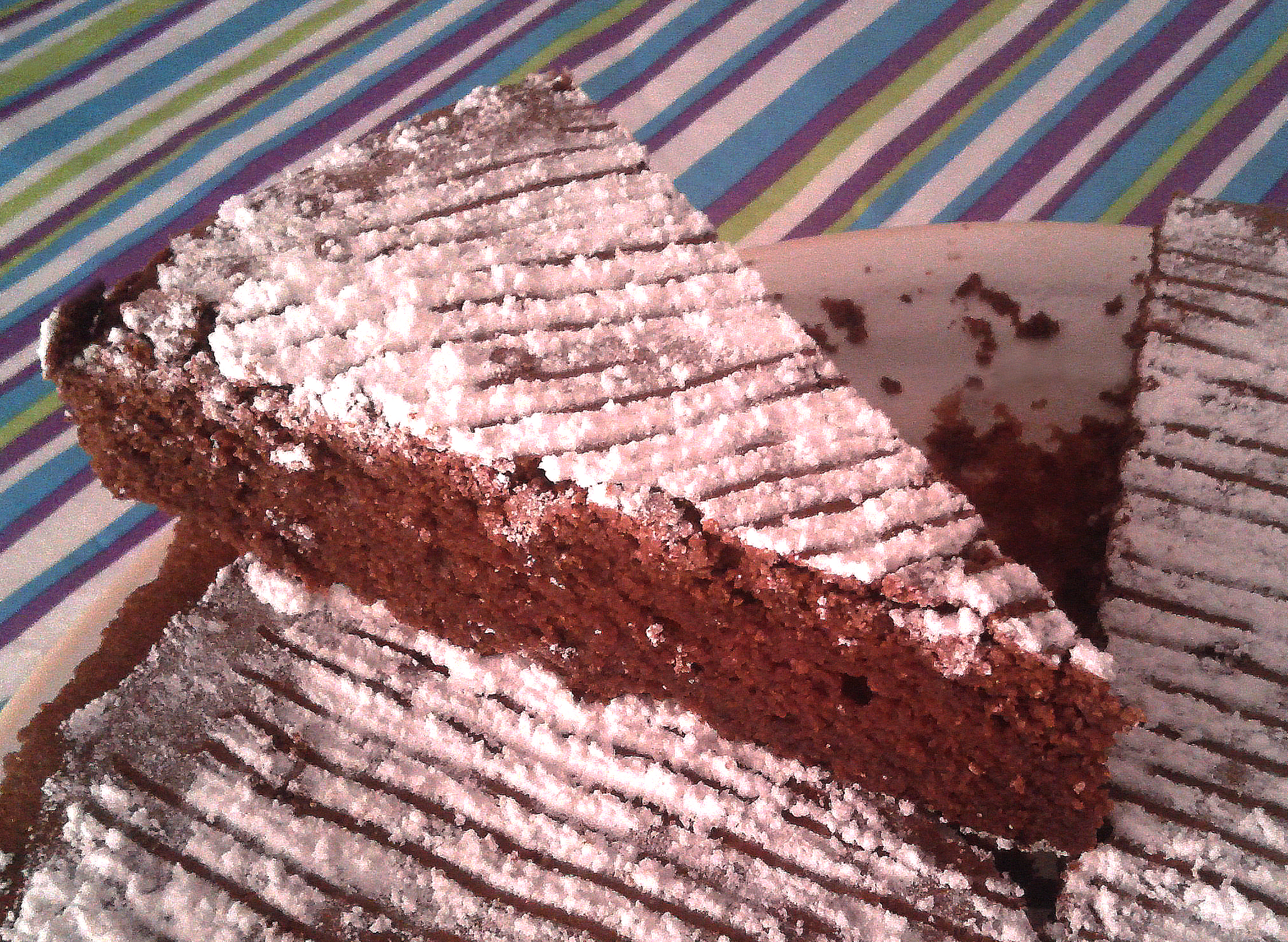
Torta Tenerina

La tenerina, llamada también torcida reina del Montenegro o Montenegrina en honor de Elena Petrovich de Montenegro esposa de Vittorio Emanuele III, es un dulce de forma redonda típico del Ferrarese.
El ingrediente principal de este dulce es el chocolate fundido amasado con huevos, mantequilla, y harina.  Su particularidad es que una vez batido será caracterizado por una ligera corteza sobre y un corazón blando y cremoso. En el dialecto de su ciudad natal era  llamado "Torcida Taclenta", que en italiano significa pegajosa, debido a su textura interior muy suave que se deshace en la boca.

## Ingredientes
- Chocolate fundido 200 g
- Mantequilla 100 g
- Huevos 3 medianas
- Azúcar 150 g
- Harina 3 cucharas afeitas
- Azúcar en polvo al gusto

## Preparación
Para preparar nuestra tarta ante todo hay que poner el chocolate fundido, anteriormente despedazado, en una junca y hacerlo fundir al baño María. Cuando se haya fundido añadir la mantequilla y mezclar a menudo de manera que no queden grumos en el compuesto. Quitar del fuego y dejar entibiar. Posteriormente dividir las yemas de las claras; unir las yemas al azúcar, luego añadir al compuesto la harina tamizada, así pues la crema de chocolate tibiada. Aparte montad a punto de nieve las claras, añadidlas al compuesto con una cuchara de madera, o con una paleta especial para dulces, mezclando suavemente de abajo hacia arriba teniendo cuidado de no desmontarlos.

## Cocción
Cubrir una bandeja para hornear del diámetro que varía de los 24 a los 26 centímetros con papel de horno (consejo: para que el papel de horno se adhiera mejor a la bandeja, es mejor mojarla un poco antes). Verted la mezcla de manera uniforme y hornead en el horno precalentado durante 20-25 minutos a 180 grados. Cuando vuestra tarta será batida y enfriada, al gusto, pulverizadla con azúcar en polvo. Conservad vuestra tarta a temperatura ambiente durante un máximo de 3-4 días.

## Consejos
Para obtener una tenerina con un sabor más fuerte es posible usar chocolate amargo en polvo en cambio de la harina (siempre 60 g). Al final pulverizar con el chocolate amargo en polvo en lugar del azúcar en polvo. El objetivo es obtener un sabor más intenso, gracias al chocolate agrio. 
Para la tenerina con el sabor de café, antes de incorporar las claras de huevo se pueden añadir a la masa 30 ml de café.

## Otros proyectos
- Wikimedia Commons contiene immagini o altri file su Tenerina
- Portal:Alimentos. Contenido relacionado con Emilia.

- Datos: Q3983447
- Multimedia: Tenerina / Q3983447